# Songlin
Songlin (kinesiska: 松林乡, 松林) är en socken i Kina. Den ligger i provinsen Sichuan, i den sydvästra delen av landet, omkring 430 kilometer söder om provinshuvudstaden Chengdu. Antalet invånare är 5 328. Befolkningen består av 2 536 kvinnor och 2 792 män. Barn under 15 år utgör 19,0 %, vuxna 15-64 år 69 %, och äldre över 65 år 11,0 %.
Genomsnittlig årsnederbörd är 1 047 millimeter. Den regnigaste månaden är juli, med i genomsnitt 266 mm nederbörd, och den torraste är januari, med 4 mm nederbörd.